# Gunnar Svanteson
Frans Gunnar Evert Svanteson, född 24 oktober 1902 i Lekåsa församling, Skaraborgs län, död 3 januari 1979 i Vänersborg, var en svensk läkare. 

## Biografi
Svanteson, som var son till lantbrukare Frans Svanteson och Anna Andersson, blev efter studentexamen i Göteborg 1923 medicine kandidat i vid Uppsala universitet 1928 och medicine licentiat vid Karolinska Institutet i Stockholm 1933. Han var e.o. amanuens vid hygienisk-bakteriologiska institutionen i Uppsala 1928, vid Karolinska institutets patologiska avdelning 1932–1933, underläkare vid Falu lasaretts kirurgiska avdelning 1933–1935, amanuens vid Allmänna barnbördshuset i Stockholm 1935, tredje underläkare vid Falu lasaretts kirurgiska avdelning 1936, andre 1937–1938, åter amanuens vid Allmänna barnbördshuset i Stockholm 1938–1939, underläkare där 1939–1944, blev biträdande överläkare på Sahlgrenska sjukhuset i Göteborg 1944 och var överläkare vid kvinnokliniken på Vänersborgs lasarett 1945–1968. Han var styrelseledamot i Svenska lasarettsläkarföreningen 1952–1967, sekreterare 1953–1956. och ledamot i Sveriges Läkareförbunds arbetsgrupp för studier av sjukhusorganisation från 1963. Han bedrev vetenskapligt författarskap.